# 훙사오러우
훙사오러우(중국어 간체자: 红烧肉, 정체자: 紅燒肉, 병음: hóng shāo ròu, 한자음: 홍소육)는 돼지고기 삼겹살에 간장과 여러 가지 향신료를 넣고 오래 찐 중국 요리이다. 지역마다 고유한 조리법이 있으며, 한국에서도 널리 알려진 동파육은 시인 소동파(1037~1101)가 항저우식 훙사오러우를 변형해 만든 것이다.

## 같이 보기
- 동파육
- 팃 코 따우
- 라후테
- 가쿠니